# Одна радість
«Одна радість» — радянська психологічна кінодрама 1933 року, режисерів Івана Правова і Ольги Преображенської за однойменною повістю Бориса Левіна

## Сюжет
Психологічна драма про неможливість поєднання особистого щастя в сімейному житті з громадською справою.

## У ролях
- Андрій Абрикосов — Григорій Сморода
- Софія Гаррель —  Катюша, дружина Смороди
- Микола Плотников — Околоков, письменник
- Емма Цесарська —  Євгенія Яківна
- Аркадій Кисляков —  інженер Еун
- Костянтин Шиловцев — епізод
- Олена Юровська — епізод
- Олександр Громов — епізод
- Тетяна Баришева —  міщанка

## Знімальна група
- Режисери: Іван Правов, Ольга Преображенська
- Сценарист: Борис Левін
- Оператор: Валентин Павлов
- Композитор: Олександр Варламов
- Художник: Дмитро Колупаєв